# 台山語
台山語（たいさんご、中国語：台山话、台山話、[hɔi˩˩ san˧˧ va˧˨˥]、英語：Taishanese, Toisan, Toisanese, Hoisanva, Toishanese, Hoishanese, Hoisanese）は、中華人民共和国の広東省台山市で話される粤語の変種である。同省の江門市・新会区、開平市、台山市、恩平市、鶴山市等に分布する粤語四邑方言（五邑方言）の中では、最も代表的な変種とされる。北米のチャイナタウンでも広く話される。

粤語及び平話の地理的分布。
広東語を含む粤海粤語
台山語を含む四邑方言

粤語の中で最も威信の高い広州の変種（いわゆる「広東語 Cantonese」）とは、異なる音韻論的、語彙的特徴を備えている。このため両者の相互理解は容易でない。

## 概要

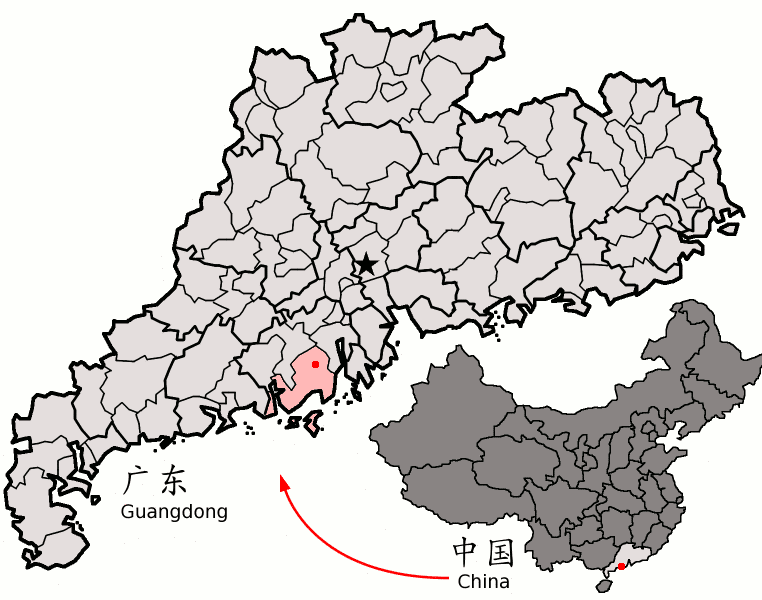
広東省における台山市の位置。

台山語は四邑粤語の一種である。粤語は漢語系諸語（いわゆる「中国語」諸方言）の中でも、広東省や広西チワン族自治区、香港やマカオといった地域で話される言語群である。その中でも四邑粤語は、広東の中でも「四邑」（Sìyì、粤拼：Sei3jap1、台山語：[ɬei˧˧ jip̚˥]）と呼ばれる地域（新会、開平、台山、恩平）に分布し、中国国内には340万人から400万人ほどの話者が居住している。台山（Táishān、粤拼：Toi4saan1、[hɔi˩˩ san˧˧]、1914年までの呼称は新寧）は、四邑の中でも人口の多い地域（約101万人）であり、四邑粤語の中では台山語が最も代表的な変種となっている。

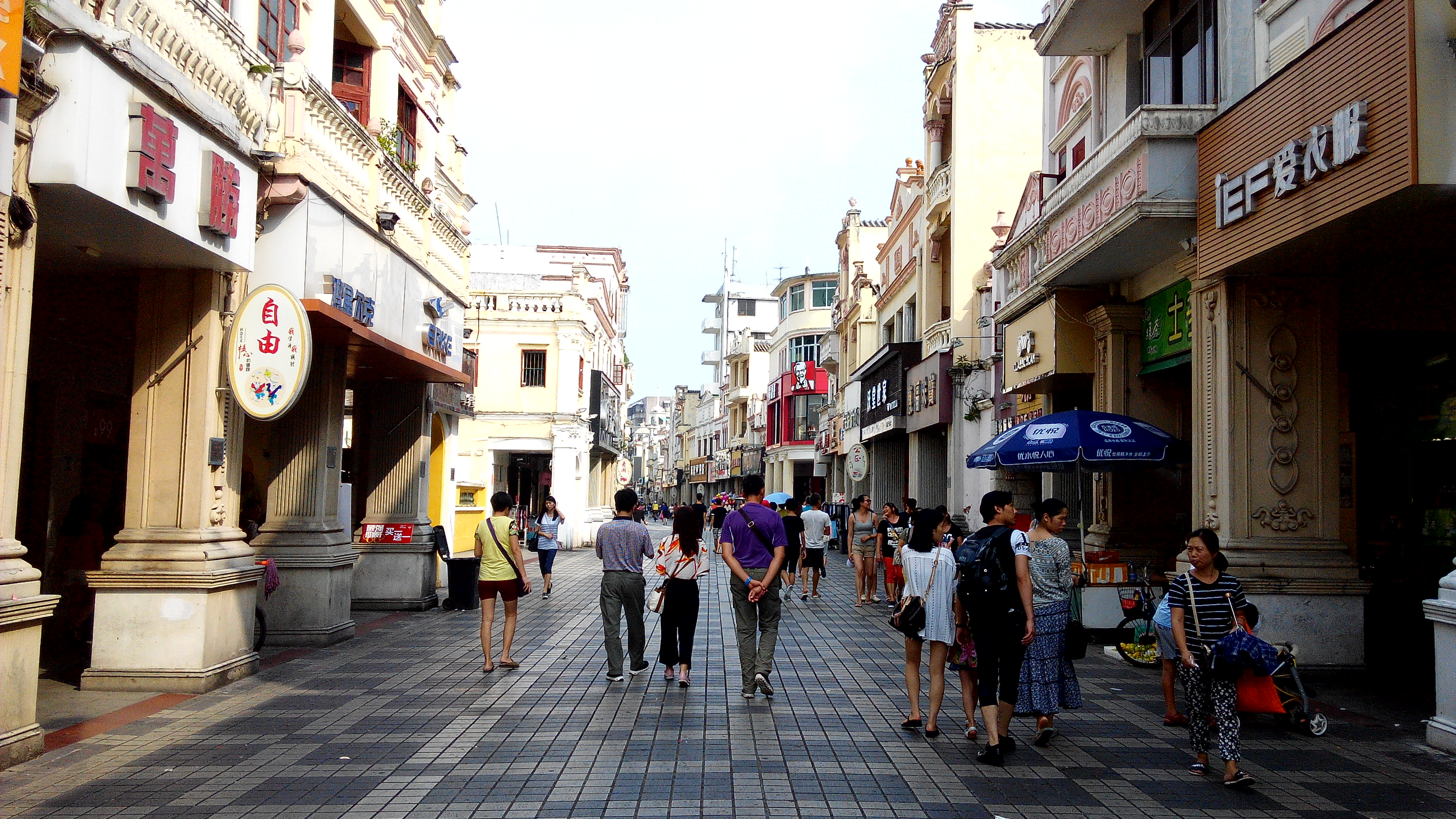
台山市の中心部。

台山語の話者は中国国外にも数多く居住している。香港やマカオ、及び海外における話者数は110万人を超える。1848年のカリフォルニア・ゴールドラッシュから20世紀中盤にかけて、四邑からは多くの華人が北米に移住した。アメリカのチャイナタウンにおいて最も広く話される漢語の変種は、1960年代まで台山語であった。中国系アメリカ人の中には、ニッキー・スーフー（Nikki SooHoo,司徒少英）のように、台山語からローマ字化された姓を持つ者が見られる。台山語では無声歯茎摩擦音[s]が無声歯茎側面摩擦音[ɬ]に、無声有気歯茎破裂音[tʰ]が無声声門摩擦音[h]に変化しているため、「司徒」( 普通話拼音：Sītú、粤拼：Si1tou4) の発音は[ɬu˧˧ hu˩˩]となる。
粤語の中でも粤海粤語と呼ばれるグループに属し、政治的・経済的・文化的に多大な影響力を持つ広東語は、台山語と音韻論・文法・語彙の面で一定の共通点を持つ。例えば量詞を名詞修飾の標識として用いたり（普通話では量詞でなく「的 de」）、動詞に「晒」を付けて「〜し尽くす」という意味を表したりするのがそうである。一方で、「食べる」に相当する語として「食 [siɛk3]」でなく「吃 [hiɛk3]」を用いるといった相違点も少なくない。
kʰɔi˨˩
そのように
ai˧˨
大きい
hiɛu˩˩
CLF
ŋui˧˥,
魚
kɔi˧˧
CLF
kuŋ˥˥
人
hiɛk˧
食べる
ak˥˥
できる
ɬai˧˧
尽くす
ma˧˧？
sfp
「こんなデカい魚、一人で食い切れるのかよ？」
gam2
そのように
daai6
大きい
tiu4
CLF
jyu2,
魚
jat1
一
go3
CLF
jan4
人
sik6
食べる
dak1
できる
saai3
尽くす
maa1?
sfp
（同上）
Zhème
そのように
dà
大きい
de
の
yú,
魚
yī
一
gè
CLF
rén
人
chī
食べる
dé
できる
wán
尽くす
ma
sfp
（同上）
台山語の話者の多くは、広東省や北米のチャイナタウンの共通語である広東語を理解できる。対して、広東語の話者は、台山語の発話を聞いても3割ほどしか理解できないという。台山語の内部においても個人間・地域間の言語差が見られる。曁南大学の甘于恩は、台山語を以下の4つに分類している。

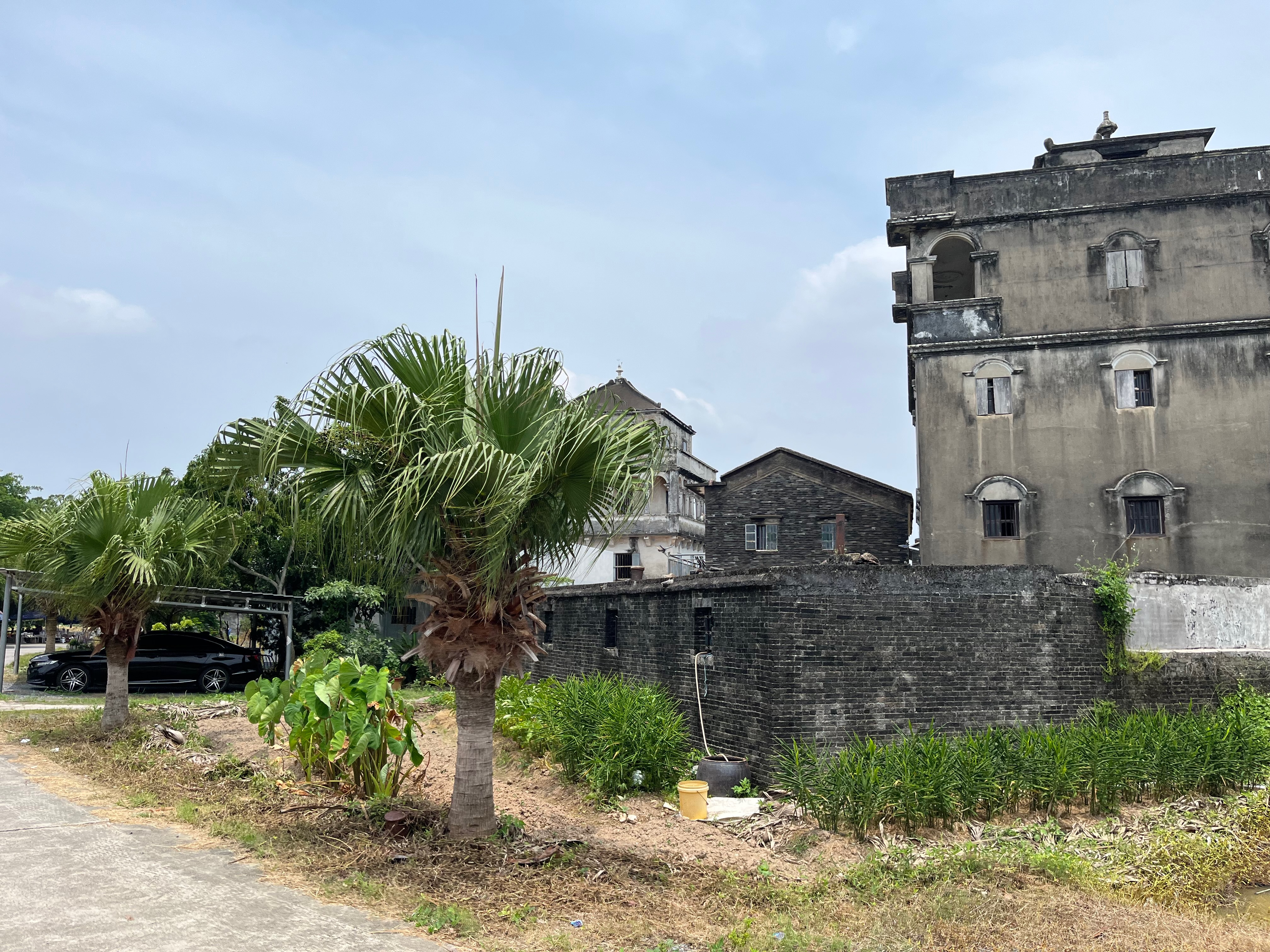
台山市の浮月村洋楼

- 台北片（台城街道の変種を含む）
- 西南片
- 東南片
- 川山片

## 音韻論
他の漢語系諸語と同様、台山語の音節は、声母と韻母に分類できる。声母は音節初頭の子音を、韻母は母音と音節末の子音を表す。例えば「食べる」を意味する一音節語「吃」[hiɛk̚˧]において、声母はh-、韻母は-iɛk̚となる。
また、台山語では少なくとも5つの声調が区別される。入声（音節末子音が-p, -t, -kのいずれかになるもの）を別個のカテゴリーと見做せば、9つの声調が区別されることになる。台山語には閩南語や上海語のような連続変調は見られないが、一定の形態論的・意味論的条件の元で声調の調値が変化することもある（#変調を参照）。
広東語と同様、/m/, /ŋ/は成節子音として現れる（例：「唔 (〜でない)」[m̩˩˩]、「五」[ŋ̩˥˥]）。成節子音の/ŋ/は/m/と合流しつつあり、数詞の「五」は[m̩˥˥]と発音されることも多い。

### 声母
普通話や標準広東語などと同様、台山語の閉鎖音と破擦音では、無声無気音(p-, t-, t͡ɕ-, k-)と無声有気音 (pʰ-, tʰ-, t͡ɕʰ-, kʰ-) が区別されるのみで、有声性は音の弁別に関与しない。標準広東語とは異なり、無声歯茎側面摩擦音ɬ-が現れる。台山語のɬ-は歴史的に中古中国語のs-（心母）に由来する。もっとも、この音変化は、四邑粤語をはじめ、粤語の諸変種には珍しくない特徴である。
声母として現れる子音の音素は、以下の通りである。
|               |        | 唇音         | 歯茎音       | 硬口蓋音                  | 軟口蓋音     | 声門音 |
| ------------- | ------ | ------------ | ------------ | ------------------------- | ------------ | ------ |
| 鼻音          | 鼻音   | m [m] ~ [ᵐb] | n [n] ~ [ⁿd] |                           | ŋ [ŋ] ~ [ᵑɡ] |        |
| 閉鎖音/破擦音 | 無気音 | p            | t            | t͡ʃ [ts] ~ [t͡ɕ] ~ [t͡ʃ]     | k            |        |
| 閉鎖音/破擦音 | 有気音 | pʰ           | tʰ           | t͡ʃʰ [tsʰ] ~ [t͡ɕʰ] ~ [t͡ʃʰ] | kʰ           |        |
| 摩擦音        | 摩擦音 | f            | ɬ            | ʃ [s] ~ [ɕ] ~ [ʃ]         |              | h      |
| 接近音        | 接近音 | w [w] ~ [v]  | l            | j [j] ~ [z]               |              |        |

- 鼻音/m, n, ŋ/は音節初頭において、前鼻音[ᵐb], [ⁿd], [ᵑɡ]としても実現される[27][28]。

- - 「月」/ŋut/ [ᵑgut̚˧˨][29] ~ [ᵑguᵊt̚][注 6]

- Cheng (1973)[注 7]は、軟口蓋子音/k, kʰ/と、唇音化した/kʷ, kʷʰ/が別個の音素であると主張している。両者の対立は、「貴（高い）」/kʷ-/ [kwi]、「鋸（のこぎり）」/k-/ [kui̯]というミニマル・ペアにより例示される[32][注 8]。しかし、鄧（2006） [注 9]は/k, kʰ/と/kʷ, kʷʰ/を区別していない。鄧（2006）の分析では、「貴」は[kei]、「鋸」は[kui]となる[26][35][36]。

- 破擦音ないし歯擦音の音素としては3種類（/t͡ʃ/, /t͡ʃʰ/, /ʃ/）が認められる。これらはそれぞれ[t͡ɕ], [t͡ɕʰ], [ɕ][30]ないし[t͡s],[t͡sʰ], [s][30][26]のように発音する。

- 話者によっては/w/が[v]、/j/が[z]のように実現することもある[27]。

- - 「溫哥華 (バンクーバー)」[vʊᵊn˧˧ kuɔ˥˥ va˩˩][37]

- - 「音樂」[jim˧˧ ŋɔk̚˧˨] [38]、「拼音（ローマ字）」[pʰeŋ˧˧ zim˧˥][39][注 10]

- /wu/と/u/は異なる音声を表す。

- - 「多」/u/ [u][40] [uo˧˧][41]

- -     - vs. 「芋（タロイモ）」/wu/ [wu][40] [vu˨˩][42]

- - 「對（正しい）」/uy/ [ui̯] [ui˧˧]][41]

- -     - vs. 「餵（養う）」/wuy/ [wui̯] [40] [vei][43]

子音音素のうち/m, n, ŋ, p, t, k/に関しては、音節末子音としても現れる。これは中古中国語の特徴を残すものである。また、Cheng (1973) は/j/, /w/も音節末子音として認め、「壞（悪い）」[wai̯]を/waj/、「狗（イヌ）」[kau̯]を/kaw/のように分析している。

### 韻母
台山語において母音は/a, e, i, o, u/の5つが区別される。韻母はこれらの母音が音節末子音/m, n, ŋ, p, t, k, j, w/のいずれかと組み合わさって構成される。母音が単独で韻母を成すこともでき、また/m, ŋ/も成節子音として単独で出現しうる。
以下はCheng (1973) の分析による台山語の韻母の一覧である。
| 末子音 \ 母音 | /-i-/    | /-e-/          | /-a-/   | /-u-/    | /-o-/     |       |
| ------------- | -------- | -------------- | ------- | -------- | --------- | ----- |
| -∅            | i        | e [ɛ] ~ [æ]    | a       | u        | o [o ~ ɔ] |       |
| /-j/          |          |                | aj [ai̯] | uj [ui̯]  | oj [ɔi̯]   |       |
| /-w/          | iw [iu̯]  | ew [ɛu̯] ~ [æu̯] | aw [au̯] |          |           |       |
| /-m/          | im [im]  | em [ɛm] ~ [æm] | am [am] |          |           | m [m̩] |
| /-n/          | in [iᵊn] | en [ɛn] ~ [æn] | an [an] | un [ʊᵊn] | on [ɔn]   |       |
| /-ŋ/          | iŋ [eŋ]  | eŋ [ɛŋ] ~ [æŋ] | aŋ [ɑŋ] | uŋ [oŋʷ] | oŋ [oŋ]   | ŋ [ŋ̩] |
| /-p/          | ip [ip̚]  | ep [ɛp̚] ~ [æp̚] | ap [ap̚] |          |           |       |
| /-t/          | it [iᵊt̚] | et [ɛt̚] ~ [æt̚] | at [at̚] | ut [ʊᵊt] | ot [ɔt̚]   |       |
| /-k/          | ik [ek̚]  | ek [ɛk̚] ~ [æk̚] | ak [ɑk̚] | uk [oˀʷ] | ok [ɔk̚]   |       |

- /e/は硬口蓋音の後で[ɛ]、それ以外で[æ]のように実現する[44]。また、音節末が軟口蓋音/ŋ, k/の場合、[æᵊ]のようにも発音される[47]。
  - 「夜」/je/ [jɛ] 、「少」/ʃew/ [ʃɛu̯]
  - 「頸」/keŋ/ [kæŋ] ~ [kæᵊŋ]、「秒」/mew/ [mæu̯]
- /i/と/e/の対立[44]
  - 「豬（ぶた）」/t͡ʃi˧/ vs. 「遮（傘）」/t͡ʃe˧/
  - 「邑」/jip/ [jip̚] vs. 「葉」 /jep/ [jɛp̚]
  - 「新」/ɬin/ [ɬiᵊn] vs. 「煙」/jen/ [jɛn]
  - 「心」/ɬim/ [ɬim] vs 「鹽（塩）」/jem/ [jɛm]
- /u/と/o/の対立[48]
  - 「多」/u/ vs. 「刀」/o/
  - 「愛」/oy/  vs. 「對（正しい）」/uy/
  - 「滾（転がる）」/kun/ [kʊᵊn] vs. 「管（管理する）」/kon/ [kɔn]
  - 「血」/hut/ [hʊᵊt̚] vs. 「渇」/hot/ [hɔt̚]
  - 「東」/tuŋ/ [oŋʷ] vs. 「糖」/hoŋ/ [hoŋ]
  - 「六」/luk/ [loˀʷ] vs. 「落」/lok/ [lɔk̚]

鄧（2006） の分析では、/iŋ/, /eŋ/, /ik/, /ek/に相当する韻母は挙げられていない。以下の表は、Cheng (1973) の分析による音素表記および音声表記を、鄧（2006）の音声表記と対照したものである。
| 韻母       | 字例   | Cheng (1973)    | 鄧（2006）         |
| ---------- | ------ | --------------- | ------------------ |
| -ik ~ -et  | 「熱」 | /ŋik/ [ŋek̚]     | [ŋet̚˧˨]            |
| -ik ~ -et  | 「鐡」 | /hik/ [hek̚]     | [het̚˧˧]            |
| -ik ~ -et  | 「力」 | /lik/ [lek̚]     | [let̚˧˨]            |
| -ik ~ -et  | 「色」 | /sik/ [sek̚]     | [set̚˥˥]            |
| -ek ~ -iɛk | 「雀」 | /tek/ [tæk̚]     | [tiɛk̚˥˥]           |
| -ek ~ -iɛk | 「石」 | /sek/ [ʃæᵊk̚]    | [siɛk̚˨˩]           |
| -ek ~ -iɛk | 「吃」 | /hek/ [hæk̚]     | [hiɛk̚˧˧]           |
| -iŋ ~ -en  | 「蒸」 | /t͡ʃiŋ/ [t͡ʃeŋ]   | [tsen˧˧]           |
| -iŋ ~ -en  | 「眠」 | /miŋ/ [meŋ]     | [men˩˩]            |
| -iŋ ~ -en  | 「京」 | /kiŋ/ [keŋ]     | [ken˧˧]            |
| -iŋ ~ -en  | 「兵」 | /piŋ/ [peŋ]     | [ben˧˧]            |
| -eŋ ~ -iɛŋ | 「長」 | /t͡ʃʰeŋ/ [t͡ʃʰɛŋ] | [t͡ʃʰiɛŋ˩˩]         |
| -eŋ ~ -iɛŋ | 「名」 | /meŋ/ [mæᵊŋ]    | [mɛŋ˩˩] ~ [miɛŋ˩˩] |
| -eŋ ~ -iɛŋ | 「頸」 | /keŋ/ [kæᵊŋ]    | [kiɛŋ˥˥]           |
| -eŋ ~ -iɛŋ | 「餅」 | /peŋ/ [pæᵊŋ]    | [piɛŋ˥˥]           |

Cheng (1973)において/i/, /u/, /o/, /aw/, /ew/と分析されている韻母は、鄧（2006） において/ei/, /uo/, /ao/, /eu/, /ieu/として分析されている。
| 字例   | Cheng (1973) | 鄧（2006） |
| ------ | ------------ | ---------- |
| 「耳」 | /ŋi/ [ᵑgi]   | [ŋei˥˥]    |
| 「哥」 | /ku/ [ku]    | [kuo˥˥]    |
| 「好」 | /ho/ [ho]    | [hau˥˥]    |
| 「頭」 | /haw/ [hau̯]  | [heu˩˩]    |
| 「秒」 | /mew/ [mæu̯]  | [miɛu˨˩]   |

ただし、/i/に関しては、声母が硬口蓋音の場合は、鄧（2006） でも[i]となる。
| 字例   | Cheng (1973) | 鄧（2006） |
| ------ | ------------ | ---------- |
| 「予」 | [ji]         | [ji˥˥]     |
| 「書」 | [ʃi]         | [si˧˧]     |
| 「知」 | [t͡ʃi]        | [t͡si˧˧]    |

文献間に見られる音韻分析の差異は、地域間、個人間の言語差、ひいては歴史的な音変化を反映したものと考えられる(#二重母音化も参照)。

### 声調
台山語は声調言語であり、各音節は以下のいずれかの声調を持つ。
| 声調 | 調値（Cheng 1973） | 調値（鄧 2006） | 字例      | (入声)      |
| ---- | ------------------ | --------------- | --------- | ----------- |
| 中平 | 44                 | 33              | 衣 [ji˧˧] | 百 [pak˧˧]] |
| 高平 | 66                 | 55              | 椅 [ji˥˥] | 北 [pak˥˥]  |
| 低平 | 22                 | 11              | 移 [ji˩˩] |             |
| 低降 | 31                 | 21              | 以 [ji˨˩] | 伯 [pak˨˩]  |
| 高降 | 52                 | 32              | 易 [ji˧˨] | 白 [pak˧˨]  |

台山語において音韻論的に弁別される声調は5つである。ただし、漢語の伝統的な音韻学では、入声も独立した声調カテゴリーとして考える。中古音の入声は台山語において4つに分岐した。この4つを非入声の中平、高平、低平、中降、高降とは別個に数えるのであれば、台山語には合計で9つの声調が存在することになる。もっとも、入声（音節末が-p, -t, -k）と非入声（音節末がそれ以外）は相補分布を成しており、「百」 [pak˧˧]] は中平調、「北」 [pak˥˥] は高平調、「伯」 [pak˨˩] は低降調、「白」 [pak˧˨] は高降調の一種と見做せる。
広東語と同様、台山語にも特定の環境下での声調変化が見られる。単音節語や複合語の最終音節においては、しばしばピッチの上昇が発生する。ただし、広東語と異なり、声調カテゴリーそのものの交替は発生せず、調値が以下のように変化するのみである。
| 声調 | 調値           | 調値            |
| 声調 | （Cheng 1973） | 調値（鄧 2006） |
| ---- | -------------- | --------------- |
| 中平 | 447            | 35              |
| 高平 | (変調なし)     | (変調なし)      |
| 低平 | 226~227        | 15              |
| 低降 | 316-317        | 215             |
| 高降 | 527            | 325             |

一部の環境では、中平調から下降調への変化も見られる。

## ラテン文字による正書法
広東省開平市出身の言語学者・鄧鈞が編纂した字典『台山方言字典』（邓 2006） は、台山語をラテン文字で表記するための体系を提示している。
普通話のピンインや、広東語の粤拼と同様、無声無気音は<b, d, g>といった有声音の字母で、無声有気音は<p, t, k>といった無声音の字母で表される。粤拼とは異なり、音声末子音の/p, t, k/も、<b, d, g>を用いて記される。
硬口蓋音/t͡ʃ, t͡ʃʰ, ʃ/は、/i/の前では<z, c, x>、それ以外では<j, q, s>と表記される。
以下の表は、『台山方言字典』におけるラテン文字化案と、国際音声記号による音声表記を対照したものである。
| b [p]     | p [pʰ]     | m [m]  | f [f]    | v [v]  |
| d [t]     | t [tʰ]     | n [n]  | l [l]    | lh [ɬ] |
| g [k]     | k [kʰ]     | ng [ŋ] | h [h]    |        |
| z [ts]    | c [tsʰ]    | s [s]  | x [s(i)] |        |
| j [ts(i)] | q [tsʰ(i)] | y [j]  |          |        |

| a [a]    | e [e]   | o [ɔ]    | i [i]      |           | u [u]    |
| ai [ai]  | ei [ei] | oi [ɔi]  |            | ie [iɛ]   | ui [ui]  |
| ao [au]  | eu [eu] |          | iu [iu]    | ieu [iɛu] | uo [uo]  |
| am [am]  | em [em] |          | im [im]    | iem [iɛm] |          |
| an [an]  | en [en] | on [ɔn]  |            |           | un [un]  |
| ang [aŋ] |         | ong [ɔŋ] | ieng [iɛŋ] |           | ung [uŋ] |
| ab [ap]  | eb [ep] |          | ib [ip]    | ieb [iɛp] |          |
| ad [at]  | ed [et] | od [ɔt]  | id [it]    |           | ud [ut]  |
| ag [ak]  |         | og [ɔk]  | ieg [iɛk]  | ug [uk]   |          |
| m [m]    | ng [ŋ]  |          |            |           |          |

声調は’、-、*-、>、｀といった記号を音節の右隣に付けて表記する。
| 声調 | 調値（鄧 2006） | 記号 |
| ---- | --------------- | ---- |
| 中平 | 33              | ’    |
| 高平 | 55              | -    |
| 低平 | 11              | *    |
| 低降 | 21              | >    |
| 高降 | 32              | ｀   |

上昇調への変調は-を声調記号の右隣りに付けて表す。
『台山方言字典』のラテン文字化体系において、「台山話」「法國人（フランス人）」は以下のようになる。
- hoi* san’ va｀- [hɔi˩˩ san˧˧ va˧˨˥]
- fad- gog- ngin* [fat̚˥ kɔk̚˥ ŋin˨˨]

## 音韻史

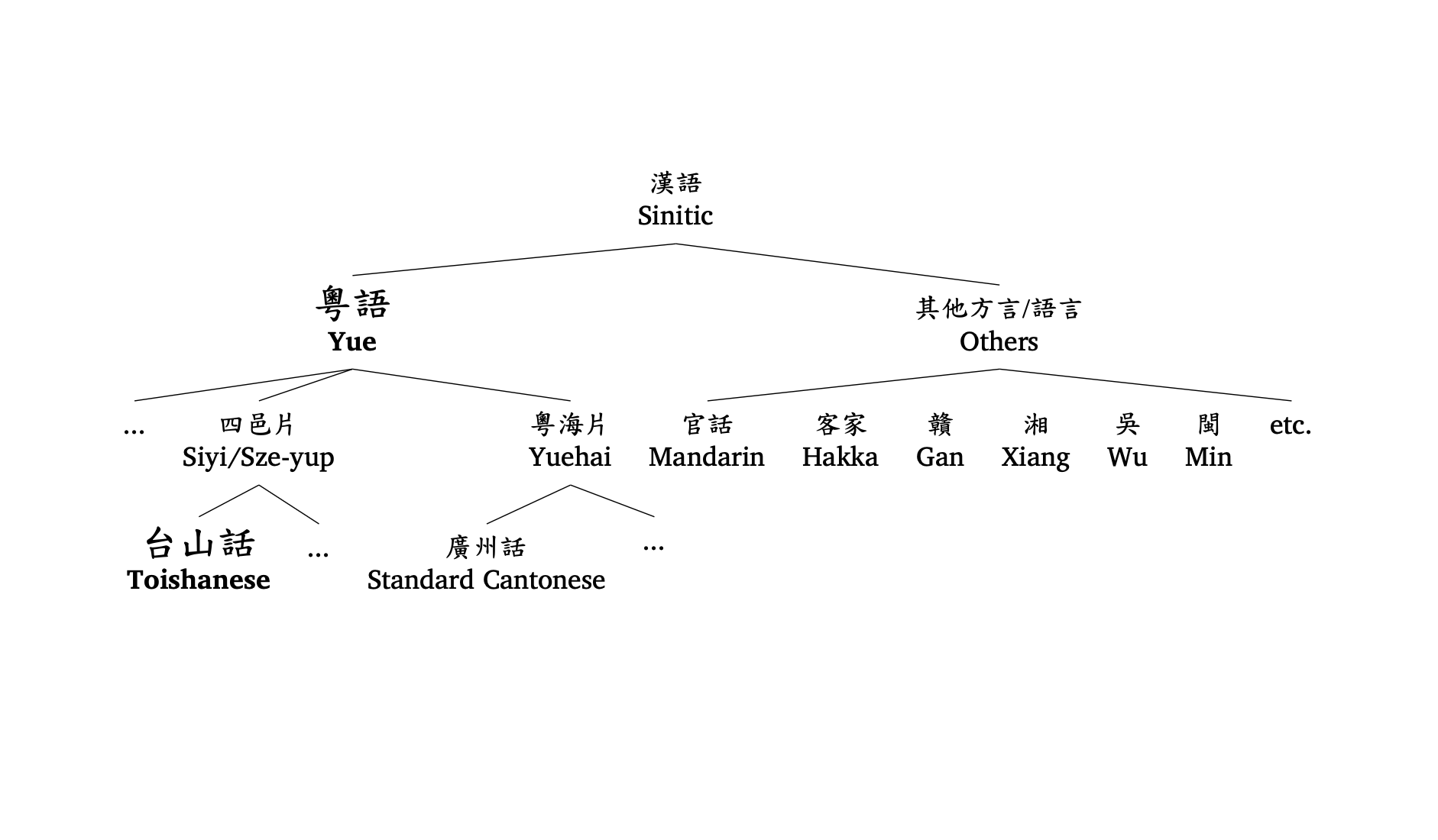
漢語系諸語における台山語の位置。

広東語と台山語は共に、漢語系諸語の中でも粤語と呼ばれる言語群に属する。粤語は官話、呉語、客家語、閩語、湘語、贛語といった他の漢語系諸語と祖語を共有するとされる。そして広東語と台山語は、同じく中古中国語から派生した他の漢語には見られない、幾つかの音変化を共有している。例えば、中古中国語の渓母の摩擦音化（kʰ- > h-, f-）がそうである。一方、広東語には認められない音変化も生じている。例えば、心母の側面音化（s- > ɬ-）、精母・清母の閉鎖音化（ts- > t-,  tsʰ- > tʰ-）、端母・透母の脱落（t- > ∅, tʰ- > h-）がそうである。
漢語系諸語の音変化は伝統的に、中古中国語の音韻体系（中古音）との対照を通して示される。中古音は、『切韻』『広韻』のような韻書や、韻鏡のような唐宋代の韻図における、声母や韻母、声調の分類を元に復元された体系である。本節では中古音、及び現代の広東語、普通話との対照を通して、台山語の音韻史を概観する。

### 声調

#### 四声の分岐
中古音の「声調」は、平声、上声、去声、入声の四声に分類される。
四声はさらに、声母が無声音（無気音及び有気音＝「陰」）であるか、有声音（＝「陽」）であるかに応じて、陰平、陰上、陰去、陰入、陽平、陽上、陽去、陽入の4*2=8つに別れる。台山語を含む多く漢語系諸語では、有声阻害音の無声化が四声の分岐に関与している。
以下の表は、台山語と広東語において、陰平、陰上、陰去、陰入、陽平、陽上、陽去、陽入の「八声」に対応する声調カテゴリーの調値を示したものである。
| 中古音 | 中古音 | 広東語       | 台山語       |
| ------ | ------ | ------------ | ------------ |
| 陰     | 平     | 55 ˥˥        | 33 ˧˧        |
| 陰     | 上     | 25 ˨˥        | 55 ˥˥        |
| 陰     | 去     | 33 ˧˧        | 33 ˧˧        |
| 陰     | 入     | 55 ˥˥, 33 ˧˧ | 55 ˥˥, 33 ˧˧ |
| 陽     | 平     | 21 ˨˩        | 11 ˩˩        |
| 陽     | 上     | 23 ˨˧        | 21 ˨˩        |
| 陽     | 去     | 22 ˨˨        | 32 ˧˨        |
| 陽     | 入     | 22 ˨˨        | 21 ˨˩, 32 ˧˨ |

#### 陰平と陰去の合流
両言語とも、「陰」は高い調値を、有声音に由来する「陽」は低い調値を取る傾向にある。広東語では陰平と陰去の区別が保たれている一方、台山語では両者が合流している。
- 「鍾意（好き）」
  - 広：<zung1 ji3> /t͡sʊŋ˥˥ ji˧˧/
  - 台：/t͡suŋ˧˧ ji˧˧/[65]

#### 入声の分岐
両言語とも中古音の陰入は調値が55 ˥˥のものと33 ˧˧のものに分かれている。前者は中古音の狭母音に、後者は広母音に対応する。
| 字 | 中古音 | 広東語       | 台山語 |
| -- | ------ | ------------ | ------ |
| 筆 | pit    | <bat1> pɐt̚˥  | pit̚˥˥  |
| 八 | paet   | <baat3> pat̚˧ | pat̚˧˧  |
| 北 | pok    | <bak1> pɐk̚˥  | pak̚˥˥  |
| 百 | paek   | <baak3> pak̚˧ | pak̚˧˧  |

台山語ではさらに、陽入の調値も2つに分岐している。これは陰入と異なり、中古音との音韻対応から予測するのが困難である。
| 字 | 中古音 | 広東語      | 台山語 |
| -- | ------ | ----------- | ------ |
| 亦 | yek    | <jik6> jɪk̚˨ | jiɛk̚˧˨ |
| 石 | dzyek  | <sek6> sek̚˨ | siɛk̚˨˩ |

### 声母

#### 有声阻害音の無声化
広東語を含む多くの粤語変種では、陽平と陽上の阻害音が無声有気音に、陽去と陽上の阻害音が無声無気音に変化している。Cheng (1973) によると、台山語では（普通話と同様に）陽上の阻害音も無声無気音に変化している。しかし、以下の例ではいずれも陽上が無声有気音となっている。
| 声調 | 字 | 中古音 | 広東語           | 台山語  | 普通話  |
| ---- | -- | ------ | ---------------- | ------- | ------- |
| 陽平 | 皮 | bje    | <pei4> pʰej˨˩    | pʰei˩˩  | <pí>    |
| 陽平 | 牆 | dzjang | <coeng4> t͡sʰœŋ˨˩ | tʰiɛŋ˩˩ | <qiáng> |
| 陽上 | 舅 | gjuwX  | <kau2> kʰɐw˨˧    | kʰiu˨˩  | <jiù>   |
| 陽上 | 被 | bjeX   | <pei5> pʰej˨˧    | pʰei˨˩  | <bèi>   |
| 陽去 | 步 | buH    | <bou6> pow˨˨     | pu˧˨    | <bù>    |
| 陽入 | 白 | baek   | <baak6> pak̚˨     | pak̚˧˨   | <bái>   |

#### 軟口蓋音k-, kʰ-, x-の変化
広東語及び台山語では、中古音の渓母（kʰ-）がh-で実現することが多い。合口字（介音-w-を伴う音節）ではさらにf-に変化している。同様の変化は普通話では生じていない。
| 字 | 中古音  | 広東語        | 台山語 | 普通話 |
| -- | ------- | ------------- | ------ | ------ |
| 可 | khaX    | <ho2> hɔ˨˥    | hɔ˥˥   | <kě>   |
| 口 | khuwX   | <hau2> hɐw˨˥  | heu˥˥  | <kǒu>  |
| 科 | khwa    | <fo1> fɔ˥˥    | fɔ˧˧   | <kē>   |
| 快 | khwaejH | <faai3> faj˧˧ | fai˧˧  | <kuài> |

広東語及び台山語では、合口字の暁母（x-）もf-に変化した。このため「苦」「虎」「府」は同音となる。
| 字 | 中古音 | 広東語    | 台山語 | 普通話 |
| -- | ------ | --------- | ------ | ------ |
| 苦 | khuX   | <fu> fu˨˥ | fu˥˥   | <kǔ>   |
| 虎 | xuX    | <fu> fu˨˥ | fu˥˥   | <hǔ>   |
| 府 | pjuX   | <fu> fu˨˥ | fu˥˥   | <fǔ>   |

普通話で生じたような軟口蓋音k-, kʰ-, x-の口蓋化は、広東語及び台山語において見られない。
| 字 | 中古音 | 広東語       | 台山語 | 普通話       |
| -- | ------ | ------------ | ------ | ------------ |
| 九 | kjuwX  | <gau2> kɐw˨˥ | kiu˥˥  | <jiǔ> [tɕ-]  |
| 見 | kenH   | <gin3> kin˧˧ | ken˧˧  | <jiàn> [tɕ-] |
| 曉 | xewX   | <hiu2> hiw˨˥ | hiɛu˥˥ | <xiǎo> [ɕ-]  |

#### 歯擦音の変化（ʂ- > s-, s- > ɬ-）
普通話の<sh-> [ʂ], <s-> [s]に対応する音は、現代の広東語では区別されず、同一の音素となる。しかし台山語において、前者（中古音の生母 sr-、書母 sy-）は/ʃ/ [s] ~ [ɕ] ~ [ʃ]で、後者(心母 s-)は/ɬ/に対応する。
| 字 | 中古音 | 広東語         | 台山語 | 普通話  |
| -- | ------ | -------------- | ------ | ------- |
| 傷 | syang  | <soeng1> sœŋ˥˥ | siɛŋ˧˧ | <shāng> |
| 山 | sraen  | <saan1> san˥˥  | san˧˧  | <shān>  |
| 少 | syewH  | <siu2> siw˨˥   | siɛu˥˥ | <shǎo>  |
| 水 | sywijX | <seoi2> sɵɥ˨˥  | sui˥˥  | <shuǐ>  |

| 字 | 中古音 | 広東語         | 台山語 | 普通話      |
| -- | ------ | -------------- | ------ | ----------- |
| 僧 | song   | <saang1> saŋ˥˥ | ɬaŋ˧˧  | <sēng>      |
| 三 | sam    | <saam1> sam˥˥  | ɬam˧˧  | <sān>       |
| 小 | sjewX  | <siu2> siw˨˥   | ɬiɛu˥˥ | <xiǎo> [ɕ-] |
| 須 | sju    | <seoi1> sɵɥ˥˥  | ɬui˧˧  | <xū> [ɕ-]   |

なお、19世紀に英語で記された広東語の辞書・教科書では、しばしば<sh->と<s->が表記上区別されている。
| 語                 | 現代広東語                 | Ball (1888)  | 台山語       | 普通話       |
| ------------------ | -------------------------- | ------------ | ------------ | ------------ |
| 「先生（-さん）」  | <sin1 saang1> sin˥˥ saŋ˥˥  | <sín sháng>  | ɬen˧˧ saŋ˧˧  | <xiānshēng>  |
| 「船上」           | <syun4 soeng6> syn˨˩ sœŋ˨˨ | <shün shöng> | 「上」siɛŋ˧˨ | <chuánshàng> |
| 「想（〜したい）」 | <soeng2> sœŋ˨˥             | <söng>       | ɬiɛŋ˥˥       | <xiǎng>      |

現代の香港の地名におけるローマ字表記にも、「深水埗（Sham Shui Po）」や「上水（Sheung Shui）」  など、発音上は[s]となるところが<sh>と表記されている例が見受けられる
以上の音対応から、粤語の古い段階においては、/*ʂ/と/*s/が異なる音素として対立していたことが窺える（アステリスク*は再構形を表す）。前者は台山語の/ʃ/、後者は/ɬ/の由来となった。19世紀の広東語でも、両者の区別は保たれていたが、現在では単一の音素/s/へと合流した。
| 粤祖語 | 台山語              | 広東語     | 広東語  |
| 粤祖語 | 台山語              | 19世紀     | 現代    |
| ------ | ------------------- | ---------- | ------- |
| *ʂ-    | /ʃ/ [s] ~ [ɕ] ~ [ʃ] | /ʃ/ < sh > | /s/ [s] |
| *s-    | /ɬ/ [ɬ]             | /s/ < s >  | /s/ [s] |

台山語で生じたs- > ɬ-という音変化は、粤語諸変種においては稀でなく、使用地域のおよそ半分において確認されている。 心母が[f]や[θ]に変化した変種も存在する。この変化は、タイ・カダイ（クラ・ダイ）系の基層言語に由来すると考えられる。
チワン語を始め、広西及び広東に分布するタイ諸語の変種では、音節初頭s-がɬ-, θ-, f-に変化している例がしばしば見受けられる。
の影響で生じたと考えられる。タイ・カダイ系のリー語でもs- > ɬ-, θ-という変化が認められる。フモン・ミエン系のヤオ語における漢字音でも、s-がf-に変化している。この音変化は華南の言語における地域特徴と言える。

#### 歯茎破擦音の閉鎖音化（ts- > t-,  tsʰ- > tʰ-）
中古音の精母（ts-）、清母（tsʰ-）は、広東語や普通話において歯茎破擦音のまま保たれている。しかし、台山語ではこれらが閉鎖音（t-, tʰ-）に変化している。同様の変化はベトナム語の漢字音でも生じている。
| 字 | 中古音  | 広東語          | 台山語 | 普通話        | 漢越音  |
| -- | ------- | --------------- | ------ | ------------- | ------- |
| 左 | tsaX    | <zo2> t͡sɔ˨˥     | tɔ˥˥   | <zuǒ> [ts-]   | <tả>    |
| 清 | tshjeng | <cing1> t͡sʰɪŋ˥˥ | tʰen˧˧ | <qīng> [tɕʰ-] | <thanh> |
| 字 | dziH    | <zi6> t͡si˨˨     | tu˧˨   | <zì> [ts-]    | <tự>    |

中古音の荘母（tsr-）、初母（tsrh-）、章母（tsy-）、昌母（tsyh-）、知母（tr-）、徹（trh-）に由来する普通話のそり舌破擦音（<zh> [ʈʂ]、<ch> [ʈʂʰ]）は、現代広東語において歯茎破擦音と合流している。
台山語でも、そり舌破擦音は歯茎破擦音に変化している。しかし、先述のように、中古音における歯茎破擦音は閉鎖音化しているため、現代広東語で失われた祖語の*ʈʂ-, *ʈʂʰ-と*ts-, *tsʰ-の区別は保たれている。
| 字 | 中古音 | 広東語        | 台山語 | 普通話 |
| -- | ------ | ------------- | ------ | ------ |
| 初 | tsrhjo | <co1> t͡sʰɔ˥˥  | t͡sʰɔ˧˧ | <chū>  |
| 珍 | trin   | <zan1> t͡san˥˥ | t͡sin˧˧ | <zhēn> |
| 真 | tsyin  | <zan1 t͡san˥˥  | t͡sin˧˧ | <zhēn> |

#### 歯茎閉鎖音の変化（t- > ∅,  tʰ- > h-）
普通話や広東語と異なり、中古音の端母（t-）は台山語において脱落している。透母（tʰ-）はh-に変化した。
| 字 | 中古音 | 広東語        | 台山語 | 普通話 |
| -- | ------ | ------------- | ------ | ------ |
| 膽 | tamX   | <daam2> tam˨˥ | am˥˥   | <dǎn>  |
| 大 | dajH   | <daai6> taj˨˨ | ai˧˨   | <dà>   |
| 天 | then   | <tin1> tʰin˥˥ | hen˧˧  | <tiān> |
| 田 | den    | <tin4> tʰin˨˩ | hen˩˩  | <tián> |

広東語と台山語の祖語における*ʈʂ-, *ts-,  *ʈʂʰ-, *tsʰ-, *t-, *tʰ-の音変化は、以下の表のようにまとめられる。
| 粤祖語 | 台山語 | 広東語 |
| ------ | ------ | ------ |
| *ʈʂ-   | /t͡s/   | /t͡s/   |
| *ts-   | /t/    | /t͡s/   |
| *ʈʂʰ-  | /t͡sʰ/  | /t͡sʰ/  |
| *tsʰ-  | /tʰ/   | /t͡sʰ/  |
| *t-    | ∅      | /t/    |
| *tʰ-   | /h/    | /tʰ/   |

こうした一連の音変化のため、台山語では「多謝（ありがとう）」が[uo˧˧ tiɛ˧˨]、「兄弟姉妹」が[hen˧˧ ai˧˨ tei˥˥ moi˨˩]と発音される。

#### ŋ-とɳ-の合流
中古音の疑母に由来する音節末子音のŋ-は、普通話では消失したが、広東語では一部が残存している。台山語ではさらに日母（ny-）が疑母と合流している。
| 字 | 中古音 | 広東語         | 台山語 | 普通話 |
| -- | ------ | -------------- | ------ | ------ |
| 眼 | ngeanX | <ngaan5> ŋan˨˧ | ŋan˥˥  | <yǎn>  |
| 疑 | ngi    | <ji4> ji˨˩     | ŋei˩˩  | <yì>   |
| 日 | nyit   | <jat6> jɐt̚˨    | ŋit̚˧˨  | <rì>   |
| 二 | nyijH  | <ji6> ji˨˨     | ŋei˧˨  | <èr>   |

### 韻母
広東語や台山語では中古音の-a-が/o/に対応する場合がある。
| 字 | 中古音 | 広東語        | 台山語 | 普通話 |
| -- | ------ | ------------- | ------ | ------ |
| 康 | khang  | <hong1> hɔŋ˥˥ | hɔŋ˧˧  | <kāng> |
| 安 | 'an    | <on1> ɔn˥˥    | ɔn˧˧   | <ān>   |

中古音の韻母-it, -im, -in, -ipの母音-i-は広東語において/ɐ/に変化した。一方。台山語では/i/が保たれている。
| 字 | 中古音 | 広東語        | 台山語 | 普通話 |
| -- | ------ | ------------- | ------ | ------ |
| 七 | tshit  | <cat1> t͡sʰɐt̚˥ | tʰit̚˥  | <qī>   |
| 金 | kim    | <gam1> kɐm˥˥  | kim˧˧  | <jīn>  |
| 新 | sin    | <san1> sɐn˥˥  | ɬin˧˧  | <xīn>  |
| 十 | dzyip  | <sap6> sɐp̚˨   | sip̚˧˨  | <shí>  |

#### 二重母音化
台山語において古くは[i]と発音されていた母音は、/t͡ʃ, t͡ʃʰ, ʃ, j/の前を除き、現在では[ei]で実現するようになってきている。
- 「你（あなた）」 [ni˧˧] ~ [nei˧˧]

同様の二重母音化（-i > -ei）は19世紀以降、広東語でも発生した。

## 形態論
漢語系諸語は一般的に孤立語的な形態論を備えており、語形変化や派生をあまり行わず、一つの語が一つの形態素から成る傾向にある 。とはいえ、接辞や畳語、声調変化による語の派生や、数・時制・アスペクト等の標示、指小辞等の形成もしばしば行われる。これは台山語のような粤語諸変種においても例外でない。

### 接辞

#### 時制・アスペクト標識
台山語において完結相は「-誒」[e˧˧]を動詞の後ろに付けて表す。進行相は「-緊」[kim˥˥]で表す。なお、未来の事柄に関しては、「會」[voi˨˩]を動詞の前に付ける。

#### 指小辞
「仔」[tɔi˥˥]は、「息子」を意味する名詞であるが、指小辞としても使用される
- 「猪」（ぶた）
- 「猪仔」[t͡si˧˧ tɔi˥˥]（小さなぶた）

その他、親族名称や姓名に付く接頭辞として、「阿-」[a˧˧]や「老-」[lau˥˥]がある。

### 変調

#### 中平調から下降調
一人称の代名詞「我」[ŋɔi˧˧]は、複数を表すとき下降調の[ŋɔi˨˩]となる。なお、広東語では接辞を用いて「我哋」 <ngo5 dei6>[ŋɔ˨˧ tei˨˨]とする。
中平調（とりわけ入声）の動詞が、名詞の中で下降調として現れることもある。
| 動詞                            | 名詞                                   |
| ------------------------------- | -------------------------------------- |
| 「燒 (炙る)」[siɛu˧˧]           | 「叉燒（チャーシュー）」[tsa˧˧ siɛu˨˩] |
| 「拍手 (拍手する)」[pak̚˧ siu˥˥] | 「球拍（ラケット）」[kʰiu˩˩ pak̚˨˩]     |

#### 上昇調への変化
広東語では複合語の最終音節など、特定の条件の元で、上昇調への変調が発生することがある。
- 「話 (話す)」<waa6> [wa˨˨]
- 「電話」<din6 waa2> [tin˨˨ wa˨˥]
- 「廣東話 (広東語)」<gwong2 dung1 waa2> [kʷɔŋ˨˥ tʊŋ˥˥ wa˨˥]

台山語でも、単音節語や複合語の最終音節では、しばしば上昇調への変調が起こる。
- 「話（話す）」[va˧˨]
- 「電話」[101][en˨˩ va˧˨˥]
- 「台山話（台山語）」[hɔi˩˩ san˧˧ va˧˨˥]

- 「學習（勉強する）」[101] [hɔk̚˧˨ tip˧˨]
- 「中學（高校）」[101] [t͡suŋ˧˧ hɔk̚˧˨˥]

- 「鐘點（時間）」[52] [t͡suŋ˧˧ em˥˥]
- 「鐘（時計）」[52] [t͡suŋ˧˥]

- 「糖（砂糖）」[52] [hɔŋ˩˩]
- 「糖（飴）」[52] [hɔŋ˩˥]

## 語彙と統語論

### 基本語順
台山語の語順は広東語と基本的に同一である。基本語順はSVO型であり、修飾語は被修飾語の前に来る。また、二重目的語を取る文では、「動詞-直接目的語-間接目的語」という語順を取る。
ji˥˥
与える
nen˨˩
DEM
hiɛu˩˩
CLF
mɔt̚˧
拭く
hɔi˩˥
机
pu˧˧
布
ŋɔi˧˧
1.SG
「そのテーブル拭きを私にください。」
前置詞（介詞）を含む句は、動詞の前に置かれる。
- 「到」（〜で）（場所）[105] [ao˧˧][注 23]

ŋɔi˧˧
1.SG
ao˧˧
で
hɔŋ˩˩ ŋin˩˩ kai˨˩
チャイナタウン
tu˧˧ kuŋ˧˧
働く
「私はチャイナタウンで働いています。」
- 「同」（〜と）（並列）[105] [huŋ˩˩][注 24]

ŋɔi˧˧
1.SG
huŋ˩˩
と
pʰuo˩˩ pʰuo˩˥
おばあちゃん
hui˧˧-e˧˧
行く-PFV
ŋim˥˥ t͡sa˩˩,
飲茶
ŋɔi˨˩
1.PL
hiɛk̚˧-e˧˧
食べる-PFV
hau˥˥-uo˧˧
とても-たくさん
ha˨˩ kau˥˥
蝦餃
「私はおばあちゃんと飲茶に行って、蝦餃をたくさん食べました。」

### 疑問文
広東語と同様、台山語でも文末助詞（語気助詞）は頻繁に使用される。その中にはlu˥˥のように語気を強めたり（広東語の「啦」に相当）、「嗎」ma˧˧、me˧˧のように疑問を表したりするものがある。
諾否疑問文は文末にma˧˧のような語気助詞を付けて作る。
nei˧˧
2.SG
t͡suŋ˧˧ ji˧˧
好き
kʰui˧˧
3.SG
ma˧˧
sfp
「あなたは彼/彼女/それが好きですか？」
諾否疑問文は動詞の否定形を繰り返すことでも形成できる。広東語と同様、否定は動詞の前に「唔」を付けて表すが、「有」の否定形に関しては「唔有」でなく「冇」となる。
nei˧˧
2.SG
hui˧˧
行く
kai˨˩˥
街
m̩˩˩
NEG
hui˧˧
行く
「あなたは出かけますか？」
jiu˧˧
ある
mau˧˧
NEG.ある
jiɛk̚˨˩ sui˥˥
薬水
a˧˧
sfp
「薬水はありますか？」
語気助詞は疑問詞疑問文にも付く。
kim˧˧ ŋit̚˨˩
今日
hai˧˨
cop
kei˥˥
何
ŋut̚˧˨
月
kei˥˥
何
hau˧˨
日
a˧˧
sfp
「今日は何月何日ですか？」
台山語で使用される疑問詞としては以下のようなものがある。
| 疑問詞 | 台山語                        | 広東語             |
| ------ | ----------------------------- | ------------------ |
| 何     | 乜 [mɔt̚˥˥]                    | 乜嘢 [mɐt̚˥ jɛ˨˧]   |
| 誰     | 乃個 [nai˨˩ kɔi˧˧] 誰 [sui˩˩] | 邊個 [pin˥˥ kɔ˧˧]  |
| どこ   | 乃 [nai˩˥]                    | 邊度 [pin˥˥ tow˨˨] |
| いつ   | 幾時 [kei˥˥ si˨˩˥]            | 幾時 [kei˨˥ si˨˩]  |
| なぜ   | 幾解 [kei˥˥ kai˥˥]            | 點解 [tin˨˥ kaj˨˥] |

### 人称代名詞と指示詞
広東語において、人称代名詞の複数形は接尾辞「-哋」で表されるが、台山語では声調などの交替が起こる。
|        | 単数        | 単数        | 複数           | 複数               |
| 台山語 | 広東語      | 台山語      | 広東語         |                    |
| ------ | ----------- | ----------- | -------------- | ------------------ |
| 一人称 | 我 [ŋɔi˧˧]  | 我 [ŋɔ˨˧]   | 我/偔 [ŋɔi˨˩]] | 我哋[ŋɔ˨˧ tei˨˨]   |
| 二人称 | 你[nei˧˧]   | 你 [nej˨˧]  | 偌 [niɛk˨˩]    | 你哋[nej˨˧ tei˨˨]  |
| 三人称 | 佢 [kʰui˧˧] | 佢 [kʰɵɥ˨˧] | 㑢 [kʰiɛk˨˩]   | 佢哋[kʰɵɥ˨˧ tei˨˨] |

指示詞は以下の通りである。
| 疑問詞    | 台山語              | 広東語           |
| --------- | ------------------- | ---------------- |
| これ      | 該個 [kʰɔi˨˩ kɔi˧˧] | 呢個 [ni˥˥ kɔ˧˧] |
| それ/あれ | 嚀個 [nen˨˩ kɔi˧˧]  | 嗰個 [kɔ˥˥ kɔ˧˧] |

### 量詞と所有
数詞に伴う量詞は、台山語でも広東語でも所有や名詞修飾の標識として用いられる。また、
ŋɔi˧˧
1.SG
ɬiɛŋ˥˥
したい
huo˥˥
取る
ɬam˧˧
三
poi˧˧
CLF
ɬai˧˧
小さい
poi˧˧
CLF
ka˧˧ fiɛ˥˥
コーヒー
「小サイズのコーヒーが三杯欲しいです。」
kʰui˧˧
3.SG
kɔi˧˧
CLF
tɔi˥˥
息子
「彼の息子」
量詞を単独で用いて定性を表すこともできる。
t͡siɛk̚˧
CLF
kai˧˧
鶏
siɛn˧˨-a˧˧
死ぬ-PERF
lɔ˥˥
sfp
「鶏が死んだ。」
広東語と同様、所有標識の「嘅」[ke˧˧]も使用される。
nei˧˧
2.SG
hai˧˨
cop
m̩˩˩
NEG
hai˧˨
cop
kʰui˧˧
3.SG
ke˧˧
の
nui˥˥
娘
「あなたは彼/女の娘ですか？」
余靄芹によると、粤語における「嘅」の使用は、官話の影響で広まったと見られる。1972年時点では、広東語でも台山語でも、所有や名詞修飾は量詞で表すのが口語では一般的であったという。

## 社会言語学的状況
台山語は米国の中国系コミュニティの間で高い影響力を誇ってきた。19世紀中盤から20世紀中盤にかけて北米に移住した華人の相当数が、台山を含む四邑出身である。こうした華人たちはゴールドラッシュのなか金の採掘や大陸横断鉄道の建設などに従事した。粤語において「金山（広東語：<gam1 saan1> [kɐm˥˥ san˥˥]、台山語：[kim˧˧ san˧˥]）」が、サンフランシスコないし米国を指したのもこのためである。1960年においては中国系アメリカ人の約86%が粤語の話者であった。台山市の人口が約101万人であるのに対して、香港、マカオ、及び中国国外には110万人を超える台山語話者が居住していると推測される。

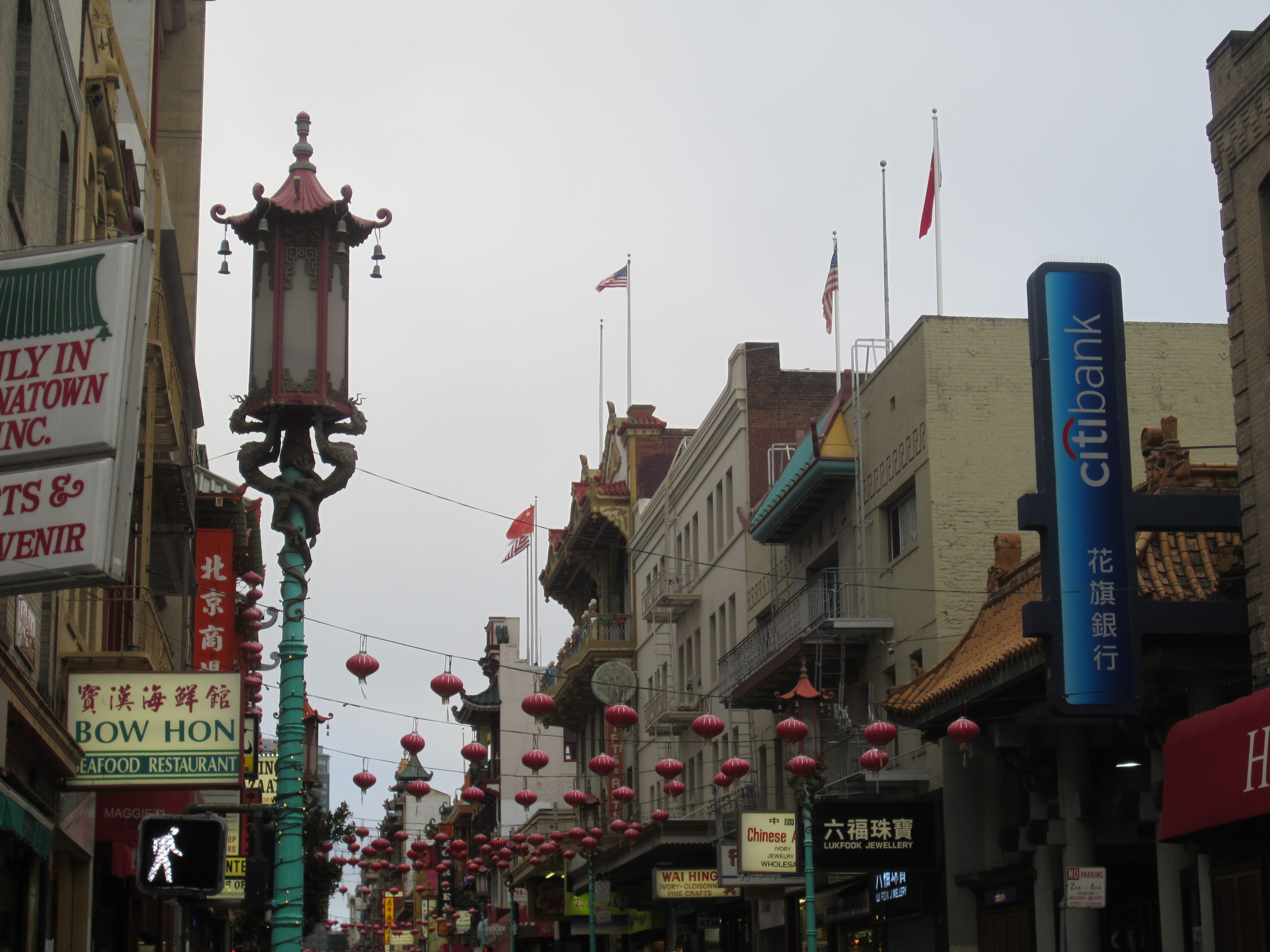
サンフランシスコのチャイナタウン。「寶漢」が広東語ないし台山語音に基づきBOW HONと表記されている。

台山語話者の多くは広東語とのバイリンガルである。省都・広州に起源を持つ広東語は、古くから広東省内で共通語として使用されてきた。趙元任が1951年に出版した「台山語料」は、台山出身・サンフランシスコ在住の華人を対象とした調査に基づいているが、インフォーマントは2人とも英語に加えて広東語（「省城話」）を話すことができたという。1990年代以降は、香港のテレビ番組が衛星放送を通して広東省内で視聴されるようになり、これが広東語の更なる普及をもたらした。香港映画やドラマ、香港ポップスといった大衆文化も広東語の浸透に拍車をかけている。こうした状況は中国国内のみならず海外の台山語話者にも当てはまる。

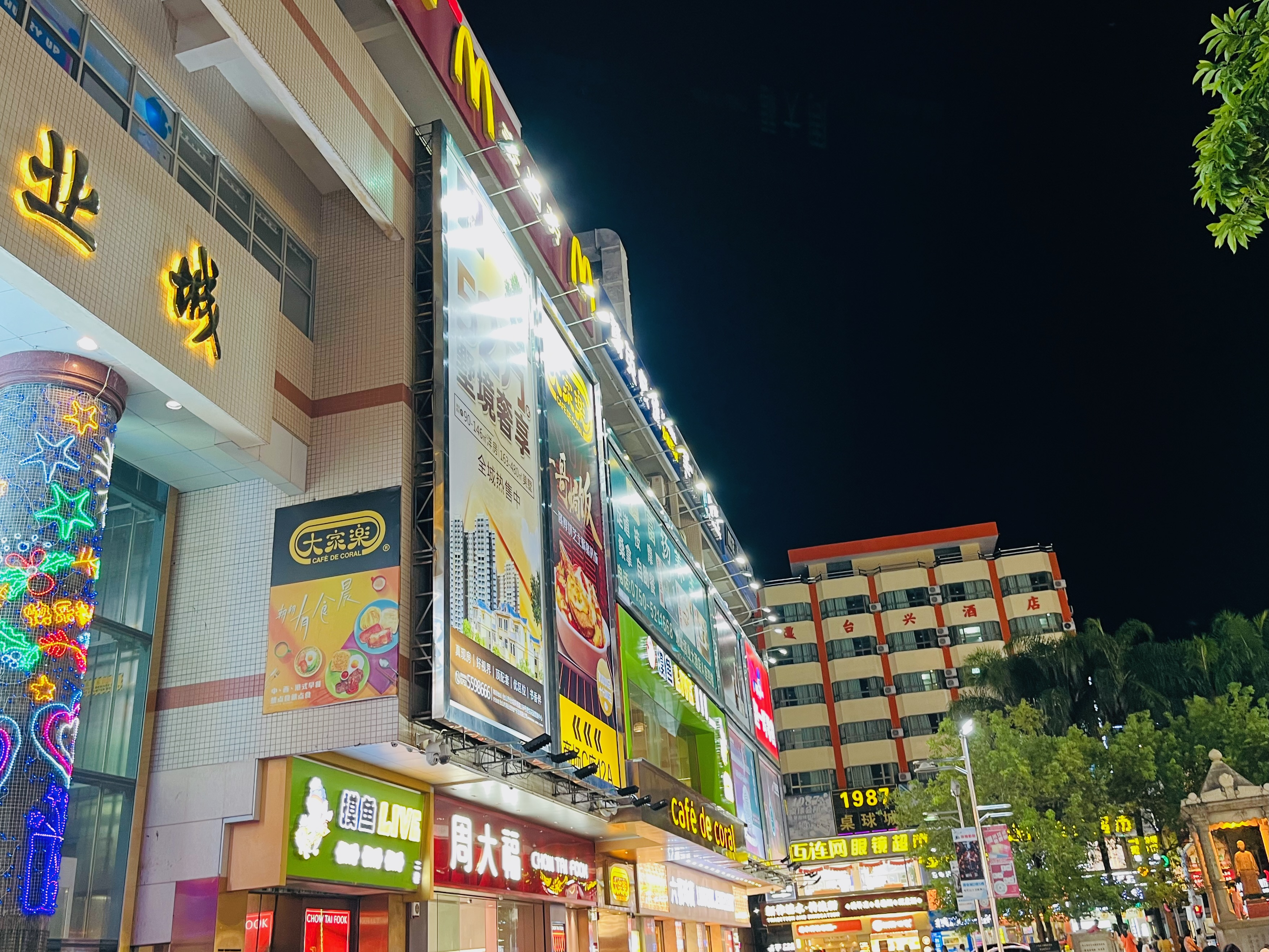
台山市の中心部。大家楽や周大福といった香港系のチェーン店が進出している。

21世紀現在、中国国内の台山語話者は殆どが普通話も理解できると見られる。

## 大衆文化における台山語
- 『罪人たち』（2025年）
  - 1930年代のミシシッピ州を舞台としたアメリカ映画。ジャック・オコンネル演じるアイルランド出身の男が、リー・ジュン・リー（英語版）演じる中国系アメリカ人に対して、台山語で話しかけるシーンがある[125]。